# Fåborg Sogn (Faaborg-Midtfyn Kommune)
Fåborg Sogn ist eine Kirchspielsgemeinde (dän.: Sogn) in der Kommune Faaborg-Midtfyn. Bis 1970 gehörte sie zur Harde Sallinge Herred im damaligen Svendborg Amt. Mit der Auflösung der Hardenstruktur wurde das Kirchspiel in die Kommune Faaborg im damals neu gegründeten Fyns Amt aufgenommen, dieses gehört seit der Kommunalreform zum 1. Januar 2007 zur Region Syddanmark.

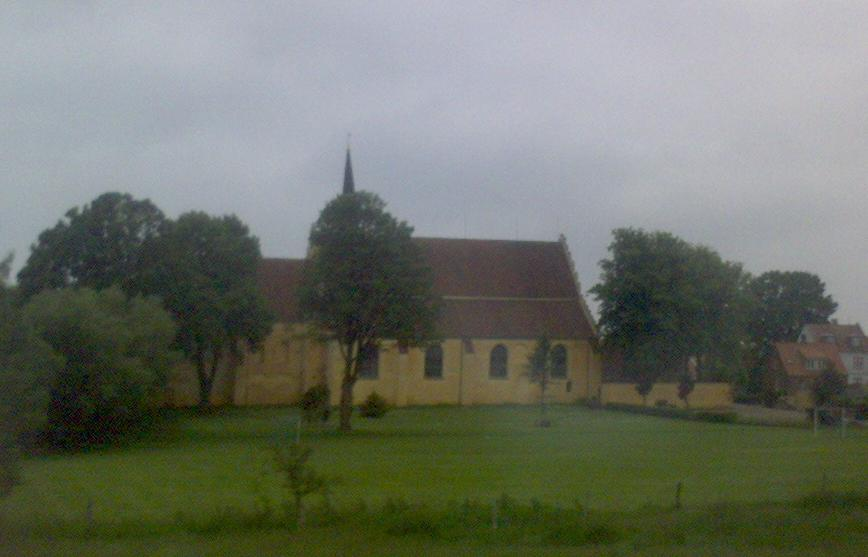
Helligåndskirken

Am 1. Januar 2023 lebten von den 6898 Einwohnern der Stadt Faaborg 6122 Einwohner im Kirchspiel. Im Kirchort Faaborg liegt die „Helligåndskirken“. Zum Gemeindegebiet gehört die Insel Bjørnø.
Nachbargemeinden sind im Norden Svanninge, im Osten Diernæs und im Westen Horne. 